# Wörgl
Wörgl er en lille by i delstaten Tyrol i Østrig. Den ligger 20 km fra grænsen til Bayern. Befolkningen er på 13.811 (2018) indbyggere.

## Trafikforbindelser
Wörgl er et vigtigt jernbaneknudepunkt, hvor jernbanelinjen Innsbruck-München møder linjen mod Salzburg. Europavej E641 knytter Wörgl sammen med Salzburg. Europavej E45 og E60 og Østrigs motorvej A12 passerer også Wörgl.